# Story4
A Story4 (2018-ig Story5) egy magyar kereskedelmi kábeltelevíziós csatorna, melyet 2011. január 4-én indított el a Sanoma Budapest Kiadói Rt, akkor még Story5 néven, az akkori nevén Story4 spin-off adójaként, amit 2010 decemberében jelentették be. Elsősorban női célközönséget céloz meg családi és romantikus sorozatokkal, és a TV4 ismétléseivel.
A csatorna hangja 2011-től 2015-ig Kovács Nóra, majd Madarász Éva a 2015-2018 közötti időkben, a 2018-as névváltás óta pedig Kiss Virág.
2023. február 7. óta a csatorna Csehországban és Szlovákiában saját műsorral és cseh nyelven sugároz.
A csatorna reklámidejét az Atmedia értékesíti.

## Története

### Story5
2010. november 19-én a márkanevet a Szellemi Tulajdon Nemzeti Hivatalánál levédette a Story4 akkori tulajdonosa, a Sanoma. A csatorna indulási időpontja bejelentését 2010 decemberében jelentette be. A csatorna 2011. január 4-én indult el. A csatorna első arculatváltása 2011 szeptemberében, a második 2013-ban történt. A 2013-as arculatában hasonlít a Story4-gyel, de sárga színben. 2012-2013-ban a csatorna 16:9-es képarányban tért át. 
2015-ben még két arculatváltás volt: először március 2-án, majd március 11-én.

### Story4
A csatorna átnevezését 2017 októberében jelentette be a Network4 akkori tulajdonosa, a Digital Media and Communications Zrt. A csatorna nevét és a logót 2018. február 20-án védették le a SZTNH-nál. A csatorna 2018. április 30-án nevet váltott, ez a csatorna viszi tovább a Story4 nevet, míg az ezt a nevet addig viselő csatorna (amely kezdetben 4! Story TV, majd Story TV4 néven működött) a TV4 nevet kapta.

## Közvetlen műholdas vétel

### Magyarországon
- Műhold: Thor 5, nyugati 1 fok
- Frekvencia: 11,938 MHz
- Polarizáció: H (vízszintes)
- Szimbólumsebesség: 28000
- FEC érték: 7/8
- Moduláció: QPSK, DVB-S
- Képtömörítés: MPEG-2
- Hang: MPEG
- Kódolás: Conax / CryptoWorks / Irdeto 2 / Nagravision 3

### Csehországban és Szlovákiában
- Műhold: Thor 7, nyugati 1 fok
- Frekvencia: 12,149 MHz
- Polarizáció: V (függőleges)
- Szimbólumsebesség: 30000
- FEC érték: 3/4
- Moduláció: 8PSK, DVB-S2
- Képtömörítés: MPEG-4 H.264 AVC (HD)
- Hang: MPEG
- Kódolás: Conax / CryptoWorks / Irdeto 2 / Nagravision 3

## Vezetősége
Az új televízió igazgatóságában részt vesz Frei Tamás, Borsány-Gyenes András és Pákozdi Sándor, aki több vezető pozíciót töltött be korábban a bankszektorban. A kiadót Ruszkai Nóra vezérigazgató-helyettes és Steff József gazdasági igazgató képviseli a testületben.

## Műsorkínálata
A Story4 a magyar és külföldi sztárokra, hírességekre, pletykákra fókuszáló műsorokat sugároz a nap 24 órájában. Az elsősorban sorozatokból álló műsorstruktúrában szerepelnek nagysikerű telenovellák, romantikus sorozatok és filmek, emellett kifejezetten nőknek szóló, életmód-, lakáskultúra- és ezoterikus műsorok is láthatóak, hasonlóan a TV4-hez.
A csatorna célcsoportját azok a 18–49 éves személyek alkotják, közülük is elsősorban a 18–49 év közötti nők, akiket érdekelnek a sztártémák. A csatorna tágabban meghatározott célcsoportjában - ellentétben a TV4-gyel - idősebb hölgyek is találhatóak, őket régebbi telenovellákkal várja az adó.
A Story4 kínálatát számos amerikai sorozat színesíti, mint a Született feleségek, a Bűbájos boszorkák, vagy a A Grace klinika. Több családi sorozat is a műsor része,  mint a Robbie,a fóka, vagy Szeretünk doki!. Országos premierként pedig az Angela nővér nyomoz olasz sorozat.
A Story4 adása kábeles és műholdas rendszereken egyaránt fogható. Sávos műsorszerkesztés jellemzi a csatornát.

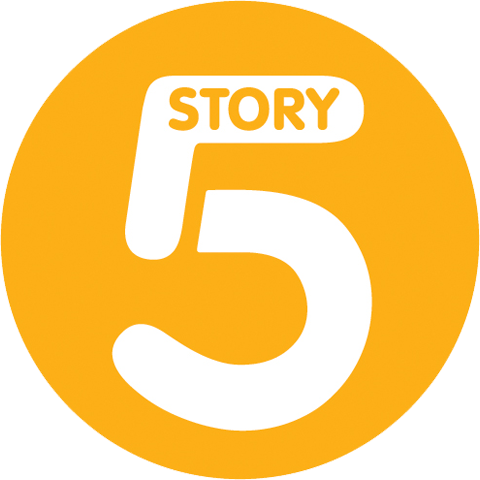
A csatorna logója Story5-ként

### Korábbi műsorai
| Műsor címe                      | Téma                                         | Korhatár                                   |
| ------------------------------- | -------------------------------------------- | ------------------------------------------ |
| 7/24 (korábban Hír24)           | A nap legfontosabb híreinek elemzése         | Korhatár nélkül megtekinthető              |
| A szomszéd főztje...            | Gasztro-reality                              | Tizenkét éven aluliak számára nem ajánlott |
| Ékszer TV                       | Különféle termékek bemutatása és reklámozása | Korhatár nélkül megtekinthető              |
| Esti Frizbi                     | Beszélgetőshow                               | Tizenkét éven aluliak számára nem ajánlott |
| Esti sztori                     | Sztorimagazin                                | Tizenkét éven aluliak számára nem ajánlott |
| Felújít-lak                     | Reality                                      | Tizenkét éven aluliak számára nem ajánlott |
| Galileo                         | Galileo                                      | Tizenkét éven aluliak számára nem ajánlott |
| Így főzünk mi                   | Gasztro-reality                              | Tizenkét éven aluliak számára nem ajánlott |
| Lakosztály                      | Lakberendezési magazin                       | Korhatár nélkül megtekinthető              |
| Late Night Gaming               | E-Sport magazin                              | Tizenkét éven aluliak számára nem ajánlott |
| Televíziós vásárlási műsorablak | Különféle termékek bemutatása és reklámozása | Korhatár nélkül megtekinthető              |
| Új szuperbuli                   | Zenei műsor                                  | Tizenkét éven aluliak számára nem ajánlott |
| Zárt ajtók mögött               | Reality-sorozat                              | Tizenkét éven aluliak számára nem ajánlott |